# NGC 2170
NGC 2170 (другое обозначение — LBN 994) — отражательная туманность в созвездии Единорога. Открыта Уильямом Гершелем в 1784 году.
NGC 2170 в английских источниках также известна как туманность Ангел, она имеет голубоватый цвет и в ней формируются сотни массивных звёзд. Она входит в состав молекулярного облака и R-ассоциации Единорог R2, удалённого на 2400 световых лет от Земли.
Этот объект входит в число перечисленных в оригинальной редакции «Нового общего каталога».